# Ladostigil
Ladostigil (TV-3,326) je neuroprotektivni agens koji se istražuje za moguću primenu u lečenju neurodegenerativnih poremećaja poput Alchajmerove bolesti, demencije sa Levijevim telima, i Parkinsonove bolesti. On deluje kao reversiblni inhibitor acetilholinesteraze i butirilholinesteraze, i kao  ireverzibilni inhibitor monoamiske oksidaze B. On kombinuje mehanizme dejstva starijih lekova kao što su rivastigmin i rasagilin u jedan molekul. Osim neuroprotektivnih svojstava, ladostigil poboljšava izražavanje neurotrofnih faktora poput GDNF i BDNF, a moguće je da ima sposobnost povraćanja dela oštećenja prisutnih kod neurodegenerativnih bolesti putem indukcije neutrogeneze. Ladostigil takođe ima antidepresivno dejstvo, i može da bude koristan pri lečenju depresije i anksioznosti.